# Славная (Винницкая область)
Сла́вная (укр. Славна) — село на Украине, находится в Винницком районе Винницкой области.
Код КОАТУУ — 0522286401. Население по переписи 2001 года составляет 514 человек. Почтовый индекс — 22540. Телефонный код — 4358. Занимает площадь 1,387 км².

## Местная власть
22500, Винницкая область, Винницкий район, г. Липовец, ул. Митрополита Василия Липковского, 30